# Liste der Administratoren von Dadra und Nagar Haveli und Daman und Diu
Die folgende Tabelle listet die Administratoren von Dadra und Nagar Haveli und Daman und Diu mit jeweiliger Amtszeit auf. 
Die ehemals zu Portugiesisch-Indien gehörenden Gebiete Dadra und Nagar Haveli wurde 1954 von indischen Nationalisten besetzt (Dadra am 22. Juli 1954 und Nagar Haveli am 2. August 1954) und die portugiesische Herrschaft zum indischen Nationalfeiertag am 15. August 1954 für beendet erklärt. Als „Befreite Gebiete von Dadra und Nagar Haveli“ wurde es bis 1961 regiert. Am 11. August 1961 wurde Dadra und Nagar Haveli formell ein Unionsterritorium der indischen Union und  von einem Administrator verwaltet. 
Von 1962 bis 1992 war der Vizegouverneur (Lieutenant Governor) bzw. Gouverneur (Governor) von Goa (zu dem bis 1987 auch Daman und Diu gehörten) in Personalunion auch Administrator von Dadra und Nagar Haveli. 
Seit 1987 war der jeweilige Administrator des Indian Administrative Service auch für das Unionsterritorium Daman und Diu zuständig. 
Am 26. Januar 2020 wurden diese beide Unionsterritorien zusammengelegt. Seitdem ist Dadra und Nagar Haveli einer der drei Distrikte von Dadra und Nagar Haveli und Daman und Diu.

## Administrator von Dadra und Nagar Haveli
| # | Name                                      | Amtsantritt      | Ende der Amtszeit |
| - | ----------------------------------------- | ---------------- | ----------------- |
| 1 | R. V. Mudras (in Dadra)                   | 22. Juli 1954    | 1. August 1954    |
| 2 | Vishwanath Narayan Lawande (–1998)        | 2. August 1954   | 10. August 1954   |
| 3 | Atmaram Narsinh Karmalkar                 | 11. August 1954  | Mai 1955          |
| 4 | Antonio Furtado                           | Mai 1955         | 16. Oktober 1960  |
| 5 | Kishinchand Gobindram Badlani (1921–1997) | 17. Oktober 1960 | 7. Juni 1962      |

## (Vize-)Gouverneur von Goa, Daman und Diu, zuständig auch für Dadra und Nagar Haveli
| #  | Name                                      | Amtsantritt        | Ende der Amtszeit  |
| -- | ----------------------------------------- | ------------------ | ------------------ |
| 6  | T. Sivasankar (1902–)                     | 8. Juni 1962       | 1. September 1963  |
| 7  | Mulk Raj Sachdev (1903–1964)              | 2. September 1963  | 8. Dezember 1964   |
| 8  | Hari Sharma (1909–)                       | 12. Dezember 1964  | 23. Februar 1965   |
| 9  | Kashinath Raghunath Damle (1906–)         | 24. Februar 1965   | 17. April 1967     |
| 10 | Nakul Sen (1910–)                         | 18. April 1967     | 15. November 1972  |
| 11 | S. K. Banerjee (1913–2010)                | 6. November 1972   | 15. November 1977  |
| 12 | Pratap Singh Gill (1916–2000)             | 16. November 1977  | 30. März 1981      |
| 13 | Jagmohan (1927–2021)                      | 31. März 1981      | 29. August 1982    |
| 14 | Idris Hasan Latif (1923–2018)             | 30. August 1982    | 23. Februar 1983   |
| 15 | Kershasp Tehmurasp Satarawala (1916–2001) | 24. Februar 1983   | 3. Juli 1984       |
| 16 | Idris Hasan Latif (1923–2018)             | 4. Juli 1984       | 23. September 1984 |
| 17 | Gopal Singh (1917–1990)                   | 24. September 1984 | 31. Mai 1987       |

## Administrator von Dadra und Nagar Haveli sowie von Daman und Diu
| #  | Name                             | Amtsantritt        | Ende der Amtszeit  |
| -- | -------------------------------- | ------------------ | ------------------ |
| 17 | Gopal Singh (1917–1990)          | 31. Mai 1987       | 17. Juli 1989      |
| 18 | Khurshed Alam Khan (1919–2013)   | 18. Juli 1989      | 17. März 1991      |
| 19 | Bhanu Prakash Singh (* 1929)     | 17. März 1991      | 15. März 1992      |
| 20 | Kesarlai Singh Bhaidwan (* 1943) | 16. März 1992      | 27. Februar 1994   |
| 21 | Ramesh Chandra                   | 28. Februar 1994   | 14. Juli 1995      |
| 22 | S. P. Aggarwal (* 1945)          | 15. Juli 1995      | 25. Juni 1998      |
| 23 | Ramesh Negi (* 1956)             | 26. Juni 1998      | 22. Februar 1999   |
| 24 | Sanat Kaul (* 1947)              | 23. Februar 1999   | 22. April 1999     |
| 25 | Ramesh Negi (* 1956)             | 23. April 1999     | 18. Juli 1999      |
| 26 | Om Prakash Kelkar (* 1947)       | 19. Juli 1999      | 11. November 2002  |
| 27 | Arun Kumar Mathur (* 1952)       | 12. November 2002  | 15. November 2005  |
| 28 | V. K. Singh                      | 16. November 2005  | 25. Mai 2006       |
| 29 | Dharmendra (* 1965)              | 26. Mai 2006       | 31. Mai 2006       |
| 30 | Rajani Kant Verma (* 1959)       | 1. Juni 2006       | 28. Januar 2008    |
| 31 | Satya Gopal (* 1962)             | 29. Januar 2008    | 6. März 2011       |
| 32 | Narendra Kumar (* 1957)          | 7. März 2011       | 27. September 2012 |
| 33 | Bhupinder Singh Bhalla (* 1964)  | 28. September 2012 | 18. August 2014    |
| 34 | Ashish Kundra                    | 18. August 2014    | 13. März 2016      |
| 35 | Vikram Dev Dutt                  | 14. März 2016      | 3. Oktober 2016    |
| 36 | Madhup Vyas                      | 4. Oktober 2016    | 29. Dezember 2016  |
| 37 | Praful Khoda Patel               | 30. Dezember 2016  | 26. Januar 2020    |

## Administrator von Dadra und Nagar Haveli und Daman und Diu
| #  | Name               | Amtsantritt     | Ende der Amtszeit |
| -- | ------------------ | --------------- | ----------------- |
| 37 | Praful Khoda Patel | 26. Januar 2020 | im Amt            |